# YubiKey

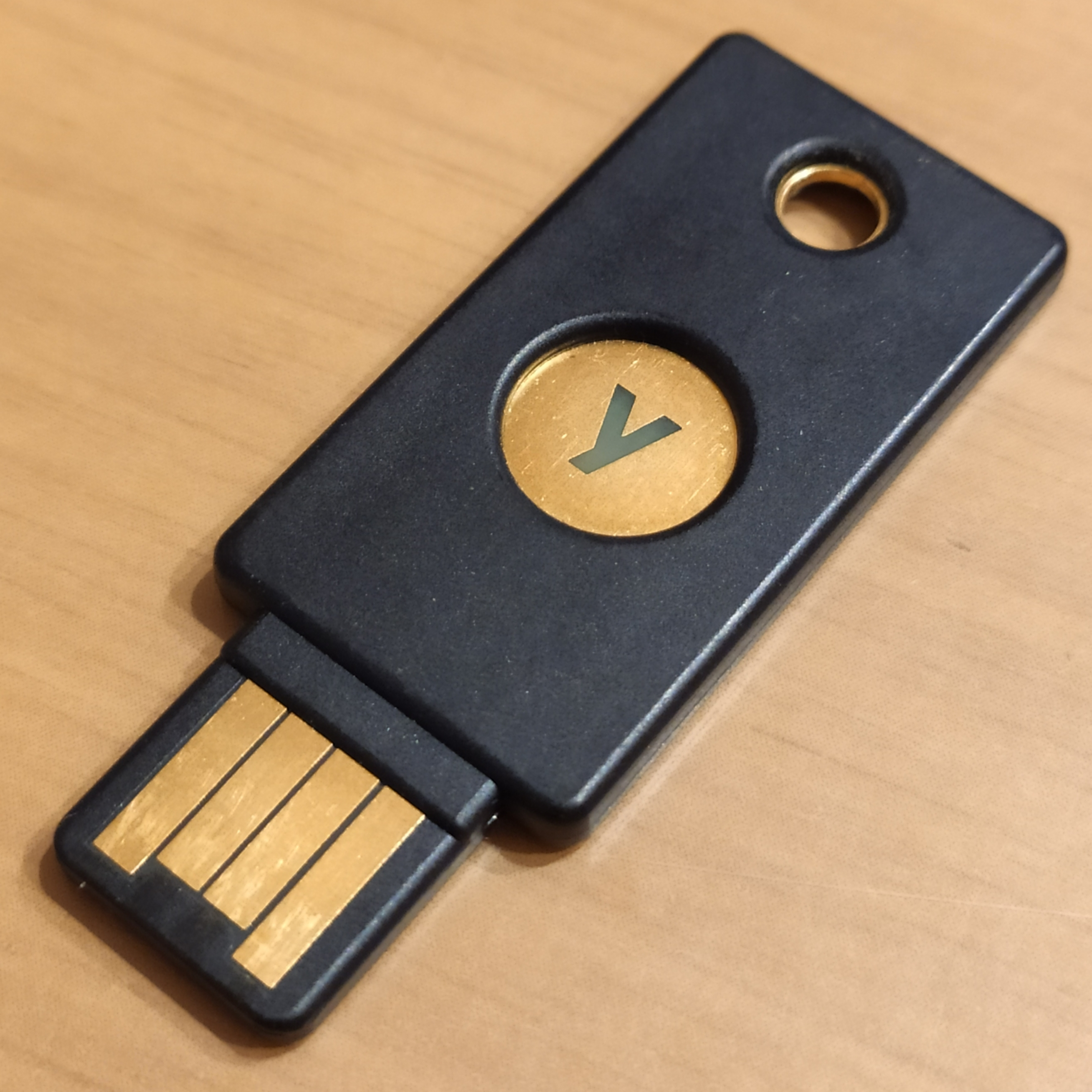
Una chiave YubiKey 4.

La YubiKey è un dispositivo di autenticazione hardware prodotto da Yubico per proteggere l'accesso a computer, reti e servizi online. È compatibile con le One time password (in acronimo OTP, in italiano "password valida una sola volta" o anche "password usa e getta"), la crittografia a chiave pubblica e l'autenticazione SSH, inclusi i protocolli Universal 2nd Factor e FIDO2, sviluppati da FIDO Alliance.
Fondata nel 2007 dal CEO Stina Ehrensvärd, Yubico è un'azienda privata con uffici a Palo Alto, Seattle e Stoccolma. Il CTO di Yubico, Jakob Ehrensvärd, è l'autore principale della specifica originale di autenticazione forte che divenne nota come Universal 2nd Factor (U2F).

## Caratteristiche
Consente agli utenti di autenticarsi in modo sicuro nei loro account mediante la generazione di OTP oppure usando una coppia di chiavi pubblica/privata basata su FIDO generata dal dispositivo. La YubiKey permette anche la conservazione di password statiche da usare in siti che non sono compatibili con le OTP. Facebook utilizza la YubiKey per le credenziali degli impiegati. Google ne incoraggia l'uso sia per gli impiegati che per gli utenti. Alcuni password manager sono compatibili con la YubiKey.
Yubico produce anche la Security Key, un dispositivo simile alla YubiKey, ma incentrata sull'autenticazione a chiave pubblica.
La YubiKey implementa gli algoritmi HMAC-based One-time Password (HOTP) e Time-based One-time Password (TOTP) e viene identificata come una tastiera che genera le OTP sul protocollo USB HID. La YubiKey NEO e la YubiKey 4 comprendono anche protocolli come OpenPGP card che usano chiavi RSA a 1024, 2048, 3072 e 4096 bit (per dimensioni di chiavi superiori a 2048 bit è necessario GnuPG in versione 2.0 o successiva) e la crittografia a curva ellittica (ECC) p256 e p384, Near Field Communication (NFC) e FIDO U2F. La YubiKey consente agli utenti di firmare, cifrare e decifrare messaggi senza esporre le chiavi private al mondo esterno.
La quarta generazione delle YubiKey è stata lanciata il 16 novembre 2015. È compatibile con OpenPGP con chiavi RSA a 4096 bit e PKCS#11 per le smart card PIV, una caratteristica che permette la firma del codice di immagini Docker.
Yubico ha distribuito la serie YubiKey 5 nel 2018, che aggiunge la compatibilità con FIDO2.